# Битва при Аве
Морская битва при Аве (阿波沖文戦, Ава оки кайсен) произошла 28 января 1868 года во время войны Босин в Японии, в районе залива Ава близ Осаки. Сражение с участием кораблей Сёгуната Токугава и судов княжества Сацума, верных императорскому двору в Киото, стало вторым морским сражением в истории Японии между современными военно-морскими силами (после битвы в проливе Симоносеки в 1863 году). Эномото Такеаки привел флот сегуна к победе при Ава, одному из немногих успехов Токугавы в войне Босин, на следующий день после начала сухопутной битвы при Тоба-Фусими (которую сёгунат Токугава проиграл имперским войскам).

## Краткие сведения
Княжество Сацума готовилось вернуть свои войска в Кагосиму на двух транспортах, Сёо (翔凰) и Хэйун (翔凰運), под охраной военного корабля Сацума Касуга, стоявшего в гавани Хиого. Флот сегуна под командованием Эномото Такеаки находился поблизости с паровым фрегатом «Кайё Мару» в качестве основного подразделения и поддерживал битву при Тоба-Фусими с моря. Флот Эномото двинулся, чтобы блокировать отход кораблей княжества Сацума.
28 января 1868 года, ранним утром, корабли Сацума-хана покинули гавань Хиого. Хэйун ушел через пролив Акаси, а Касуга вместе с Сёо направился на юг, к Китанскому проливу. Кайё Мару преследовал и готовился к бою. С расстояния 1200—2500 метров «Кайё Мару» произвел около 25 выстрелов по двум кораблям княжества Сацума, а Касуга ответил 18 выстрелами, не причинив существенного ущерба ни одной из сторон. Однако, поскольку прибыло больше кораблей военно-морских сил сёгуната (Сёкаку), Касуга прервал сражение и, будучи быстрее Кайё Мару, ушел в Кагосиму. Не имея возможности бежать, Сёо сел на мель у Юкиноуры (由岐浦) и был уничтожен её экипажем. Глядя на горящее Сёо, Эномото выразил восхищение сражением, устроенным его врагами: «Хотя они и враги, как это замечательно» (ō文がらあっぱれ).
Будущий адмирал Императорского флота Японии Того Хэйхатиро был артиллеристом на борту «Касуги» во время сражения.